# Samnaun
Samnaun (romans nyelven Samignun) egy svájci hegyi falu a Hármashatár közepén, vámmentes terület.

## Történelem
Történelme szorosan kapcsolódik Alsó-Engadinhez. Az első telepesek körülbelül 800 és 1000 körül érkeztek a völgybe legelőt keresve és Alsó-Engadinből érkeztek. 1800-ig az itt élő családok rétorománunl beszéltek. Manapság ezt felváltotta a tiroli és a dél-bajor nyelvjárás. 1848-ban új svájci alkotmány rendszert fogadtak el, a honvédelem, a kereskedelem és a jogi szabályozás kérdéseiben. Ennek következtében a község lakói elvesztették legfontosabb jövedelemforrásukat. Először 1888-ban, majd 1892-ben Graubünden kanton támogatásával a svájci szövetségi hatóság felé benyújtottak egy kérelmet vámmentességet kérve. 1892-ben a Szövetségi Tanács elfogadta a kérelmet.

## Demográfia
A falu népessége (2018. december 31-én) 767 fő. 2008-tól a népesség 19,2%-át külföldi állampolgárok alkottják. Az elmúlt 10 évben a népesség 1% -kal nőtt.
2000-től a népesség nemek szerinti megoszlása: 49,1% férfi és 50,9% nő. Samnaunban az életkor megoszlása 2000-től kezdődően: 267 gyermek, vagyis a népesség (8,7%-a) 0 és 9 év közötti. 155 tinédzser tehát (5,1%) 10–14 éves, 281 serdülő eszerint (9,2%) 15–19 éves. A felnőtt népességből 460 fő, tehát a népesség (15,0%-a) 20 és 29 év között van. 541 személy pedig (17,6%) 30–39 év közötti, 462 fő (15,1%) 40–49, 385 fő (12,5%) pedig 50–59 közötti. Az idősebb korosztály népesség megoszlása 209 személy: a lakosság 6,8% -a pedig 60–69 év közötti, idős 189 polgár, azaz 6,2% 70-79 év közötti, 103 ember (3,4%) életkora 80-89 év között található, és 17 illető (0,6%) 90-99 között van.
Samnaunban 1,01% a munkanélküliségi ráta. 2005-től 46 főt foglalkoztattak az elsődleges gazdasági szektorban, és körülbelül 26 vállalkozás vett részt az ágazatban. 52 ember dolgozik a másodlagos szektorban, és 10 vállalkozás működik ebben a szektorban. A tercier szektorban 743 embert alkalmaznak, ebben az egységben 105 vállalkozás található.
A népesség alakulását az alábbi táblázat tartalmazza:
| Év   | Lakos |
| ---- | ----- |
| 1835 | 387   |
| 1850 | 313   |
| 1900 | 357   |
| 1950 | 424   |
| 2000 | 743   |
| 2010 | 813   |
| 2015 | 773   |
| 2016 | 730   |
| 2018 | 742   |

## Nyelvek
A lakosság nagy része (2000-től kezdve) németül beszél (93,5%), a második leggyakoribb a portugál (1,7%), a szerb–horvát a harmadik (1,6%). Egyedölálló módon Svájcban a helybeliek a 19. században feladták rétoromán nyelvüket és átvették a bajor nyelvjárást. 
| Nyelvek Samnaunban |              |              |              |              |              |              |
| Nyelv              | 1980-as évek | 1980-as évek | 1990-es évek | 1990-es évek | 2000-es évek | 2000-es évek |
| Nyelv              | Fő           | Százalék     | Fő           | Százalék     | Fő           | Százalék     |
| Német              | 569          | 95.31%       | 619          | 97.02%       | 695          | 93.54%       |
| Rétoromán          | 4            | 0.67%        | 10           | 1.57%        | 6            | 0.81%        |
| Olasz              | 1            | 0.17%        | 3            | 0.47%        | 6            | 0.81%        |
| Népesség           | 597          | 100%         | 638          | 100%         | 743          | 100%         |

## Lásd még
- Livigno Olaszországban egy másik vámmentes terület.
- Campione d’Italia egy olasz exklávé a svájci Ticino kantonban.